# 梁山ジャンクション
梁山ジャンクション（ヤンサンジャンクション）は大韓民国慶尚南道梁山市にある京釜高速道路（1号線）と中央高速道路支線（551号線）を結ぶジャンクションである。

## 接続する路線

### ソウル・釜山方面
- 京釜高速道路（3番）

### 金海方面
- 中央高速道路支線（4番）

## 隣
京釜高速道路
老圃IC - 梁山SA - 梁山JCT  - 梁山IC
中央高速道路支線
梁山JCT - 南梁山IC
座標: 北緯35度20分10.4秒 東経129度2分23.5秒 / 北緯35.336222度 東経129.039861度